# Кочубіївка
Кочубіївка — село в Україні, в Паланській сільській громаді Уманського району Черкаської області. Розташоване на обох берегах річки Уманка (притока Ятрані) за 12 км на північний захід від міста Умань. Населення становить 615 осіб (станом на 1 січня 2024 р.).

## Назва
Черкаська обласна рада рішенням від 7 серпня 2008 року в Уманському районі уточнила назву села Кочубеївка Кочубеївської сільради на Кочубіївка
Черкаська обласна рада рішенням від 31 жовтня 2008 року в Уманському районі уточнила назву Кочубеївської сільради на Кочубіївську.

## Населення
За переписом 1897 року кількість мешканців зросла до 1862 осіб (912 чоловічої статі та 950 — жіночої), з яких 1791 — православної віри.
За переписом 2001 року в селі прожила 781 особа.

### Мовний склад
Рідна мова населення за даними перепису 2001 року:
| Мова       | Чисельність, осіб | Доля     |
| ---------- | ----------------- | -------- |
| Українська | 763               | 97,69 %  |
| Російська  | 14                | 1,79 %   |
| Румунська  | 2                 | 0,26 %   |
| Інше       | 2                 | 0,26 %   |
| Разом      | 781               | 100,00 % |

## Історія
Перші відомості про поселення на території теперішнього села відомі з кінця XVII ст. Француз Г. Боплан, який керував відбудовою фортець в Україні (1630—1648 рр.), зокрема уманської фортеці, у своїй карті відмічає населені пункти: на півночі — Буки, Маньківка, Бузівка; на заході — Кочубіївка, Орадівка, Ягубець; на сході та на півдні ним не відмічено ніяких населених пунктів. Можливо, на той час їх і не існувало, бо навіть річку Уманку він у той бік не продовжив, немов вона протікала між Кочубіївкою та Уманню.
Про місцеве населення Г. Боплан писав «… зустрічаються взагалі люди досвідчені у всіх промислах, необхідних людині…. Всі вони добре вміють обробляти землю, сіяти, жати і пекти хліб… варити пиво, мед і брагу…».
У 1726 р. велика територія Уманщини стає власністю магната Францішека Салезія Потоцького.
Після його смерті належить Феліксу Казимиру Потоцькому, який будує парк «Софіївку» на площі 500 га, з'єднавши його із селом Городецьке.
Першим поселенцем на цій території був запорізький козак Калінчук. Село на його честь було названо Калінчуківкою.
У реєстрі Уманського козацького полку (1649 р.) була Кочубіївська сотня і 204 козаків, яку очолив Гриць Шелест.
У середині XVII ст. в селі оселився якийсь Кочубей, який проходив через село. З того часу і почали називати село Кочубіївкою. А можливо, походження назви села пов'язане зі словом «кочубій» — той, хто одразу б'є кучу (купу) ворогів.
У 1768 р. в Кочубіївці налічувалося 100 кріпацьких господарств. А вже в 1795 р. — 140; проживало 394 чоловіки та 368 жінок. У селі була гуральня.
До Городецького приходу приписане с. Кочубіївка, яке розташоване в трьох верстах.
У 1852 р. в селі побудовано церкву на честь святителя Василя Великого. Крім церкви, ще були церковноприходська школа, три водяних млини, дві кузні, сільський банк.
У 30-х рр. XIX ст. після конфіскації маєтків Олександра Потоцького Кочубіївка стала казенним селом і залишилась ним до 1917 р.
Станом на 1885 рік у колишньому військовому поселенні Уманської волості Уманського повіту Київської губернії, мешкало 1139 осіб, налічувалось 214 дворових господарств, існували православна церква, школа, 3 постоялих будинки, 3 водяних і 3 вітряних млини.
У 1900 р. в селі налічувалось 366 дворів, жителів — 2209 осіб. Головним заняттям селян було землеробство. Із загальної кількості землі у 2279 десятин церкві належало 40, а решта — селянам. Уся територія села поділена на кутки: Москалівка, Мнихівка, Сороківка, Квашівка, Зубківка, Манькурівка, Козівка, Бессарабія. Ці назви широко розповсюджені у вжитку жителів села і донині. З покоління в покоління передаються назви полів — Попове, Сільвашине, Жидкевич, Степ, Юрченкове; назви доріг — Коса, Каменська.
У 1929 р. в Кочубіївці було створено два колгоспи: ім. Комінтерну та ім. Карла Маркса, перший очолив Сила Юрченко, другий — Трохим Бас. У 1930 р. колгоспи об'єднались в один — колгосп ім. Комінтерну, який очолив Трохим Бас. У колгоспі був один трактор «Путиловець», сільськогосподарські роботи велись вручну. У селян забирали плуги, підводи, коні тощо. Так проводилась колективізація.
Під час Голодомору 1932—1933 років, тільки за офіційними даними, від голоду померло 544 мешканця села.
З 1 серпня 1941 р. до січня 1944 р. село перебувало під німецькою окупацією. З війни не повернулося 176 сельчан.

### XXI століття
На сьогодні[коли?] в с. Кочубіївка налічується 449 дворів, проживає 744 жителі, з них: дітей до 18 років — 139, працездатного населення — 347, пенсіонерів — 245.
Функціонує загальноосвітня школа І-ІІІ ступенів, дитячий навчальний заклад, фельдшерсько-акушерський пункт, три приватні магазини, церква. Будинок культури, при якому працює хоровий колектив. Хор, що має двадцятирічний стаж, добре знають не тільки в селі, а й за його межами.
Населений пункт повністю газифіковано, всі дороги з твердим покриттям, водогоном забезпечено жителів села на 85 %, відновлено вуличне освітлення, лінії електромереж, є телефонний зв'язок. Транзитом через с. Кочубіївка проїжджають автобуси «Христинівка — Черкаси», «Христинівка — Київ», «Христинівка — Умань», «Углуватка — Умань».
Основним виробником сільськогосподарської продукції є ФГ АФ «Базис». Головою агрофірми є Осадчий Володимир Олексійович, котрого знають як досвідченого спеціаліста. Це завдяки йому в господарстві вирощують за новітніми технологіями свиней та корів. За останні три роки повністю оновлено тракторний парк, закуплено високопродуктивну техніку.
20 вересня 2018 року Кочубіївська школа відсвяткувала своє 80-річчя.
Кількість дворів — 423.

## Галерея

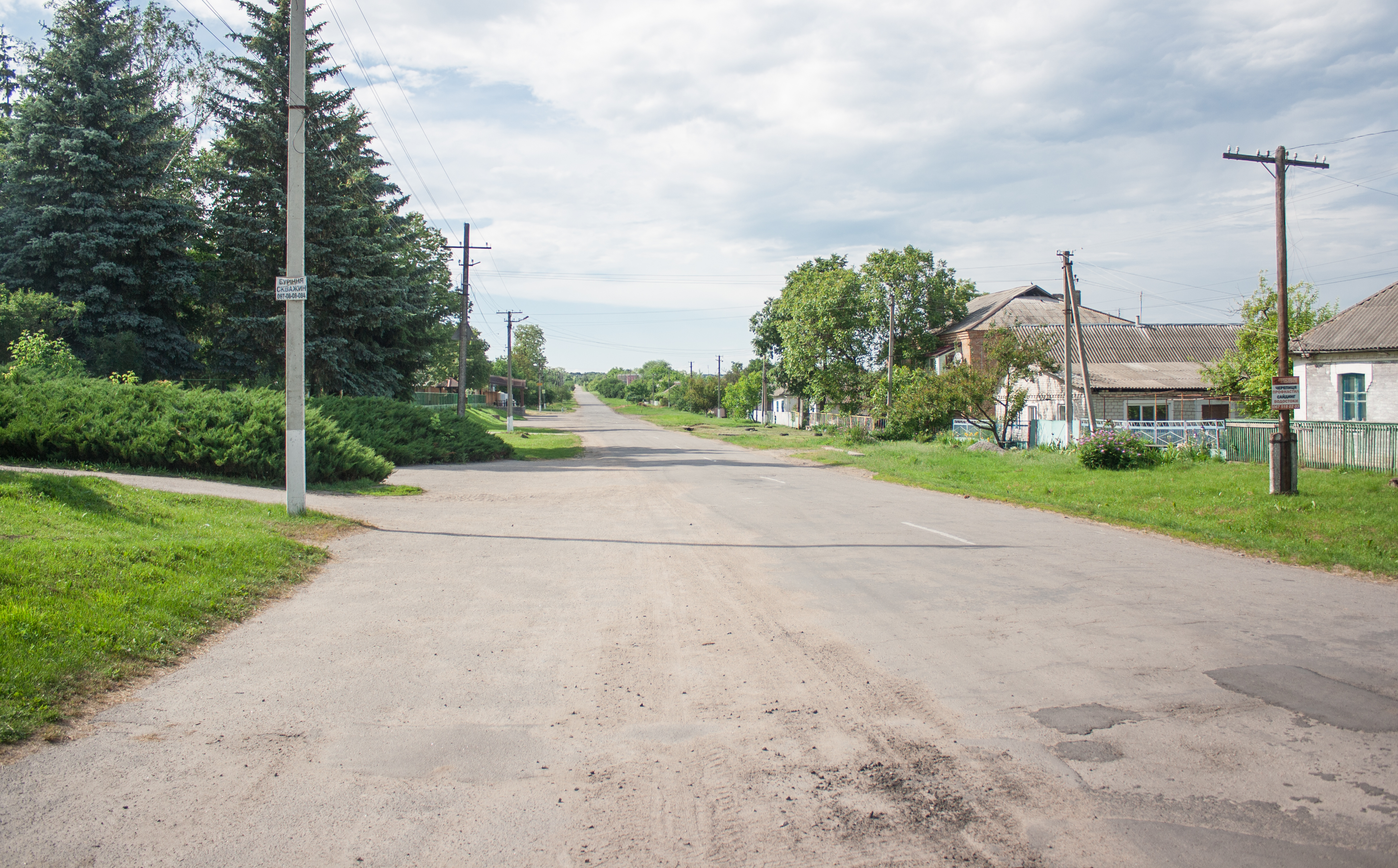
Вулиця Центральна
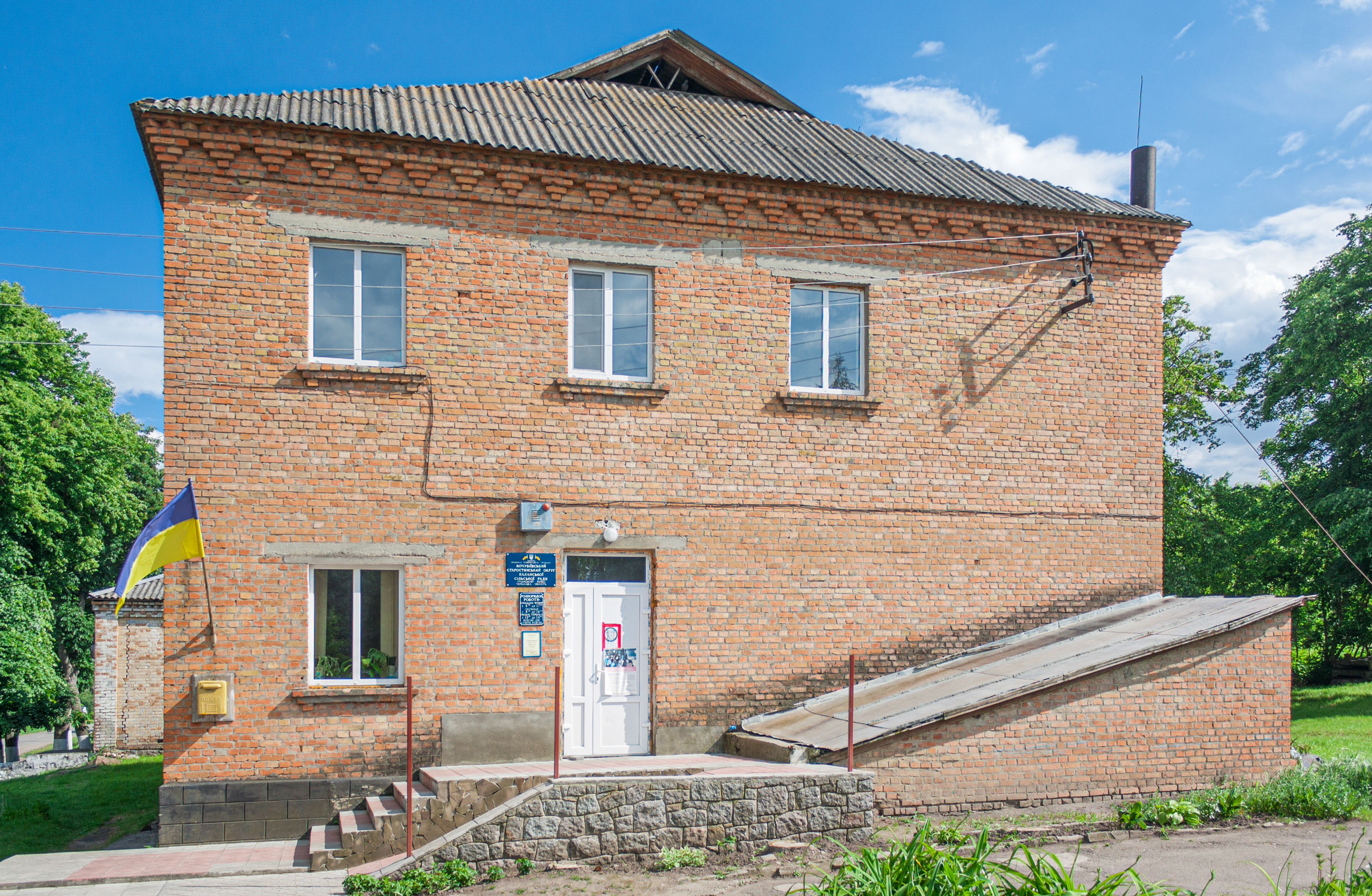
Сільська рада
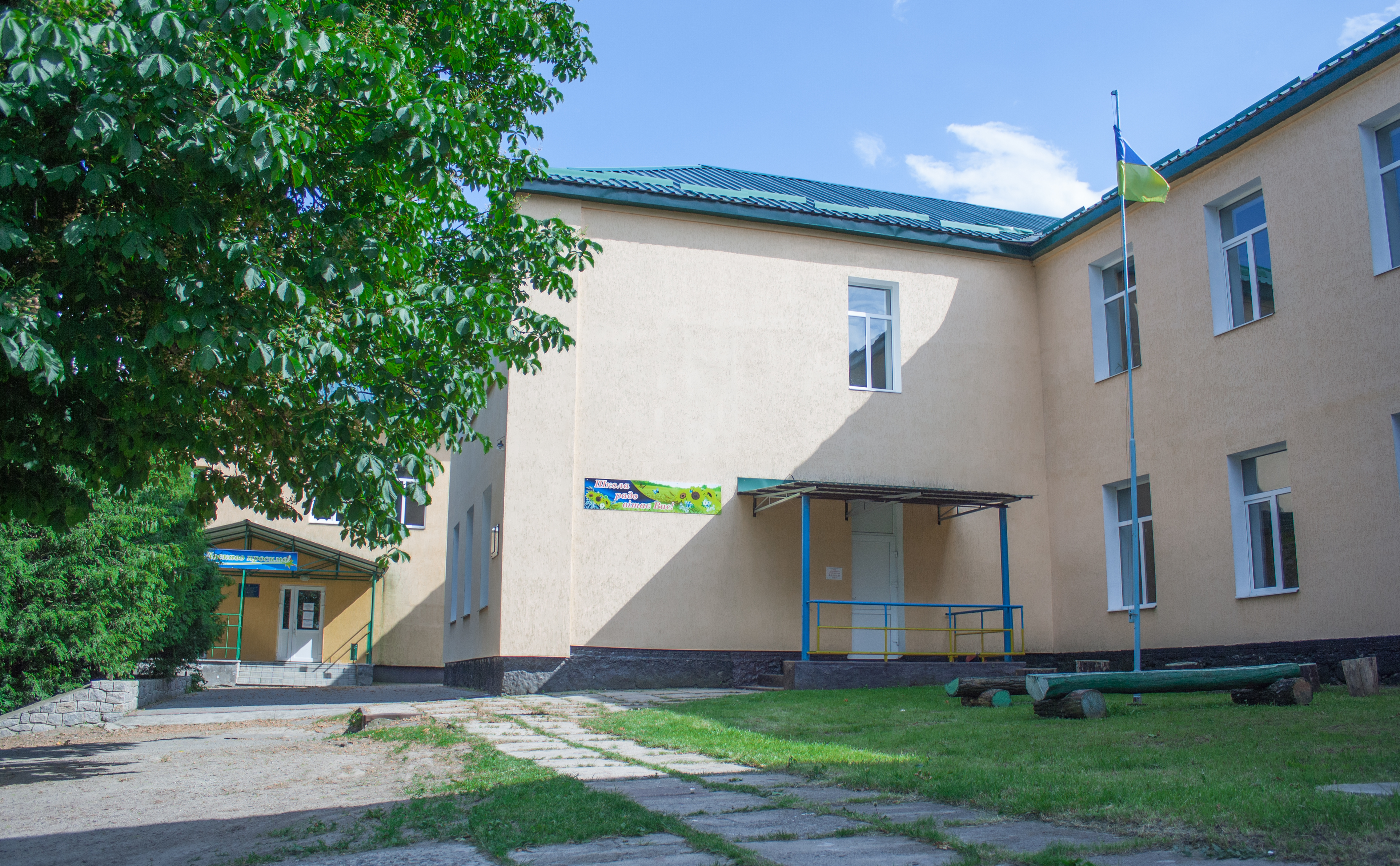
Школа
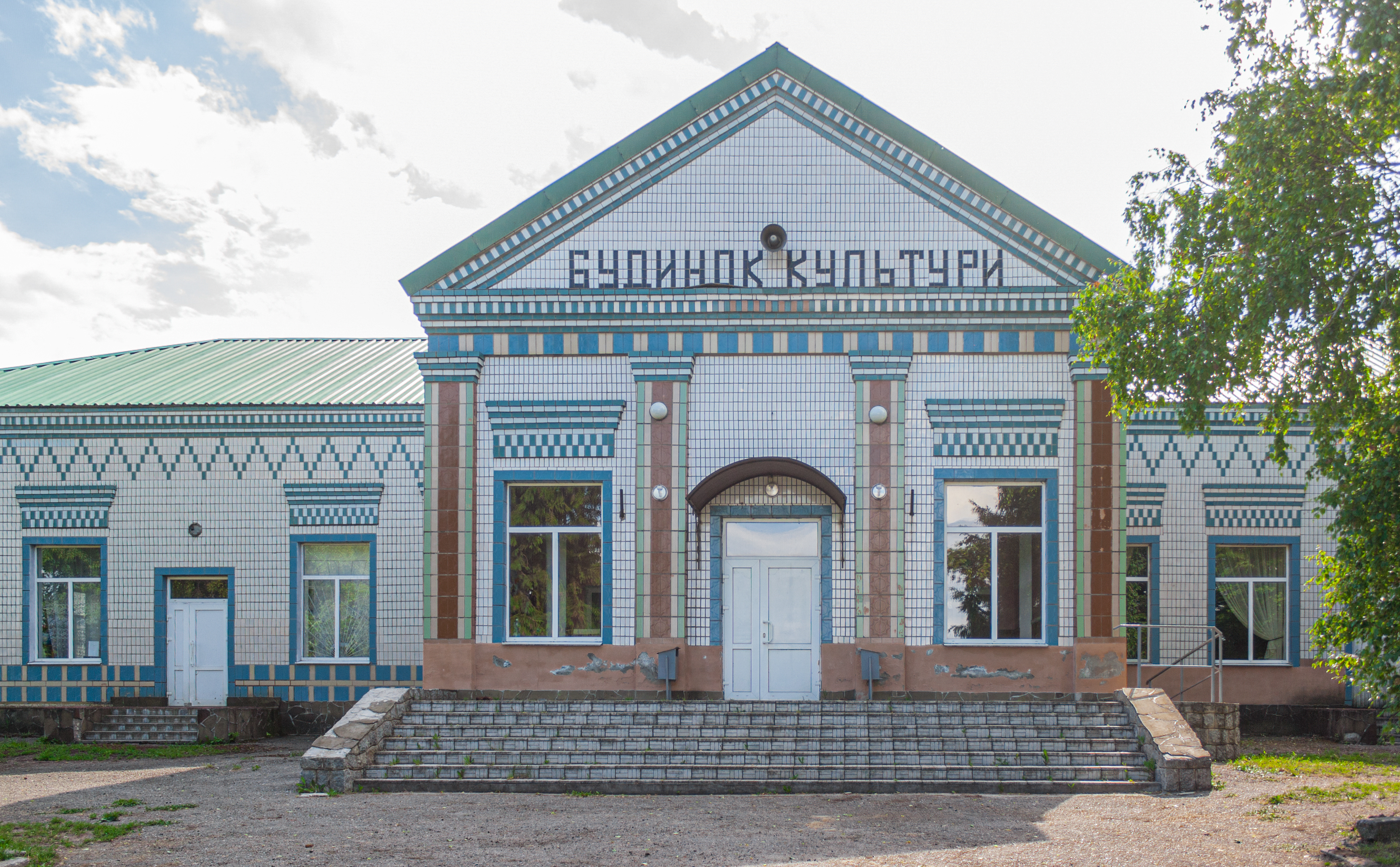
Будинок культури
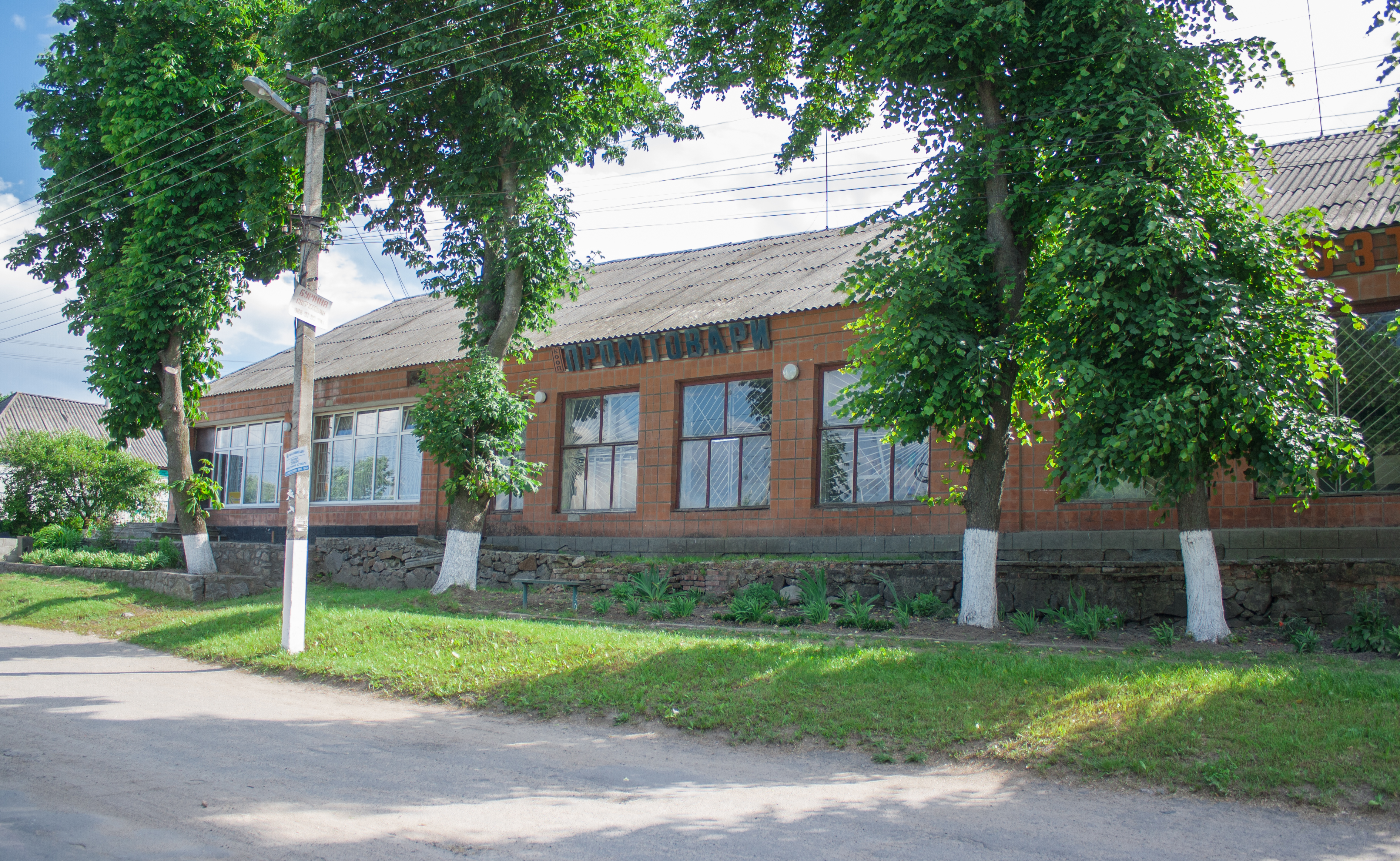
Магазин
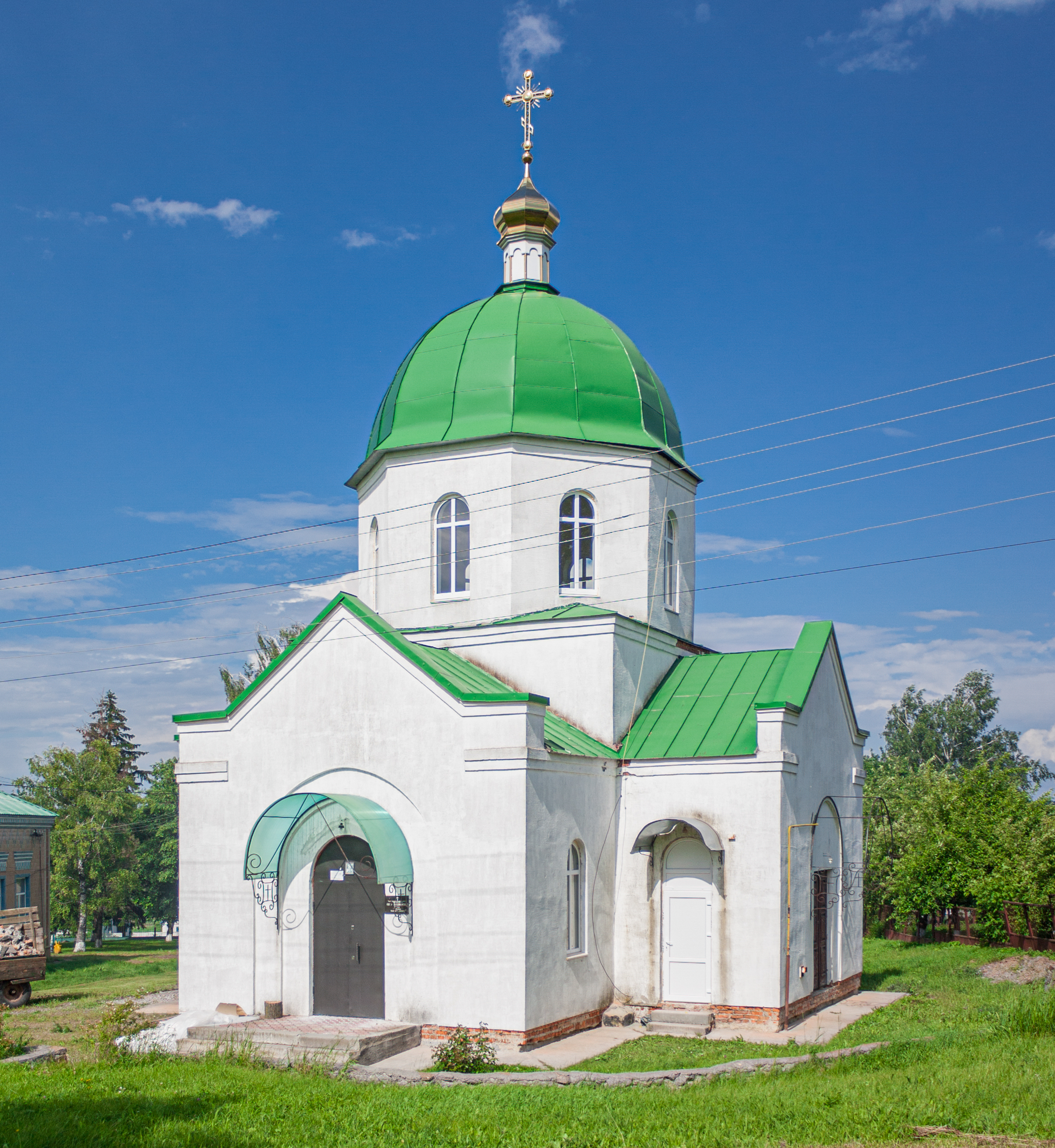
Церква
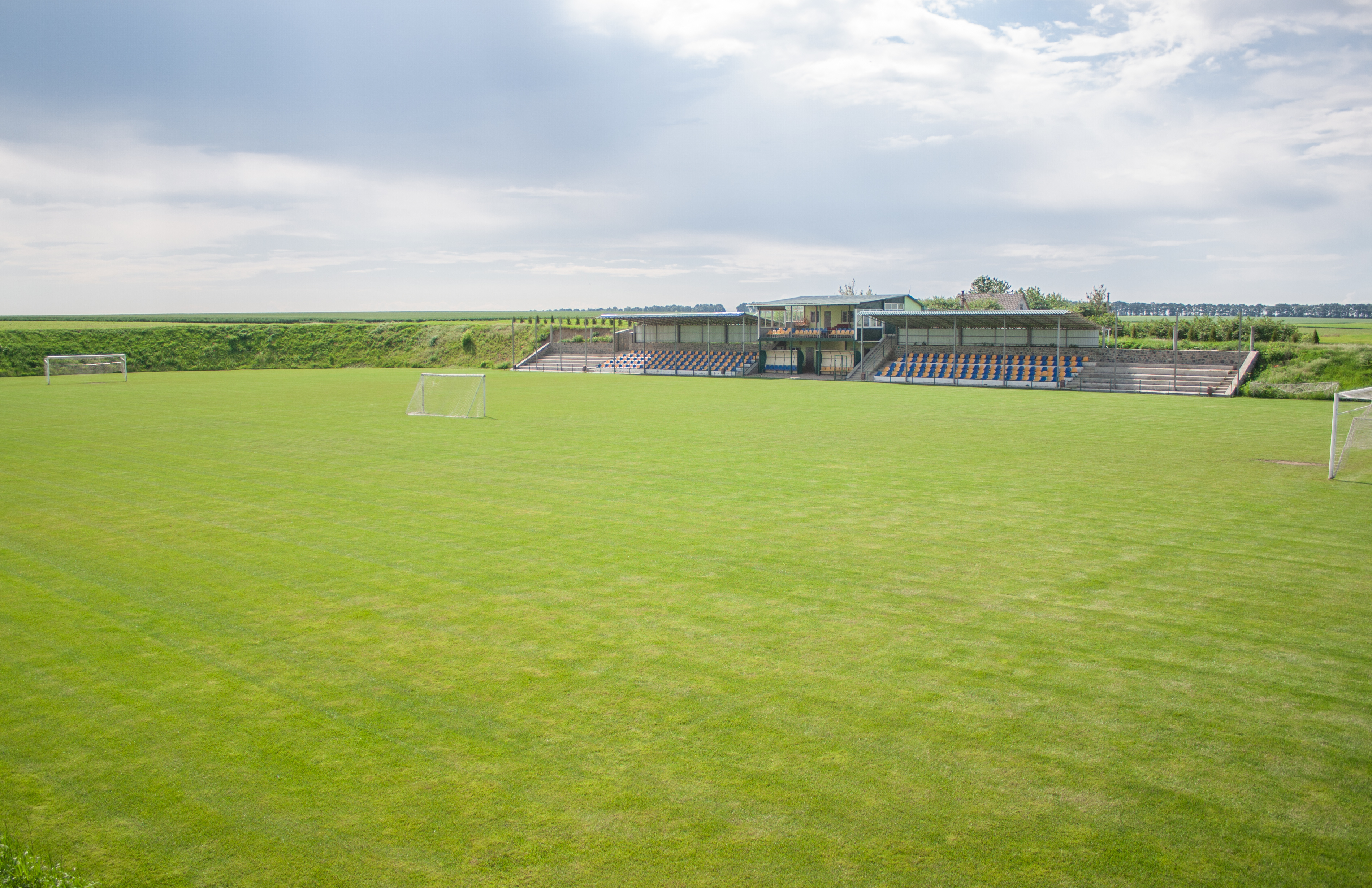
Стадіон "Базис"
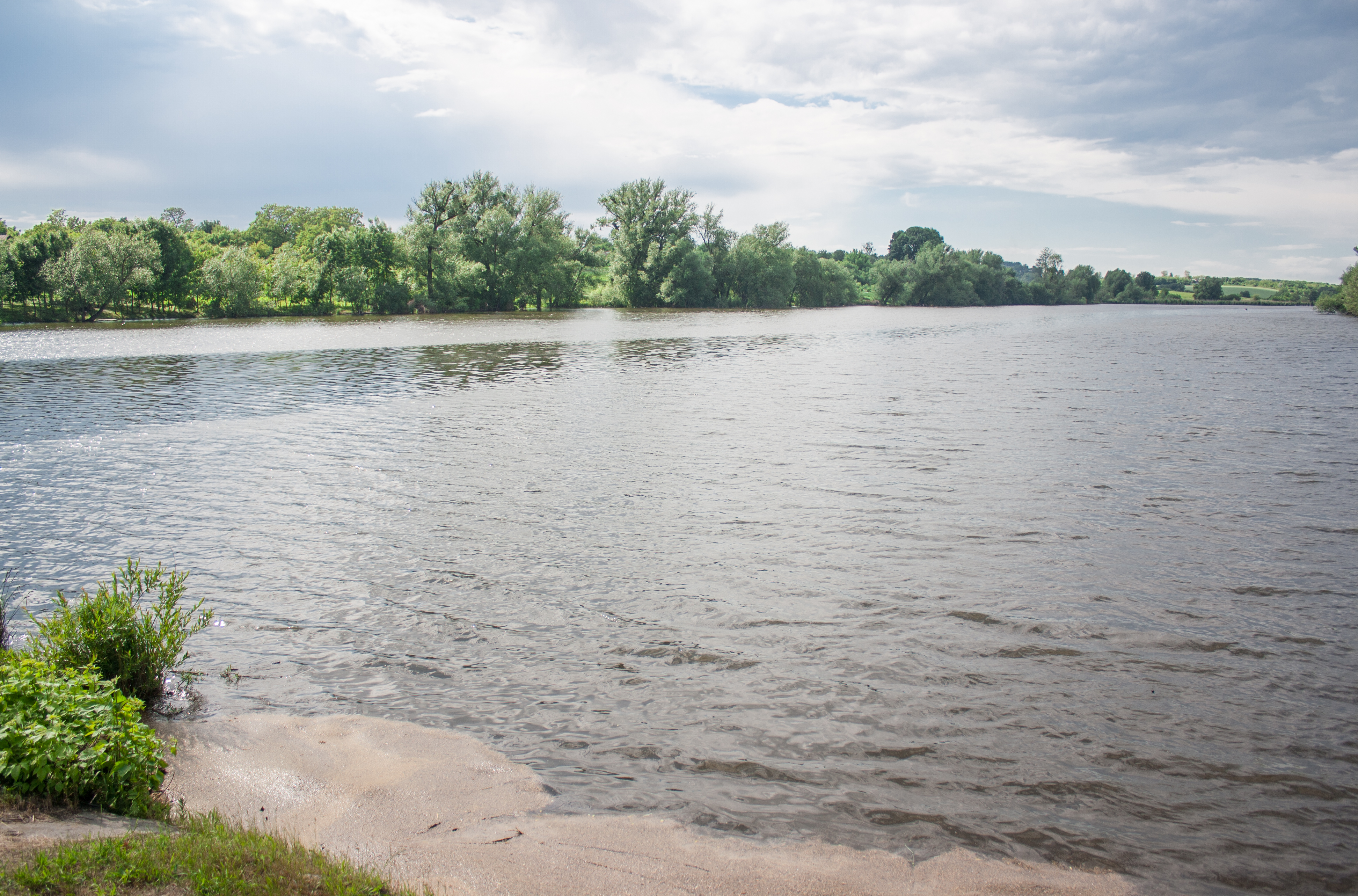
Ставок на річці Уманка
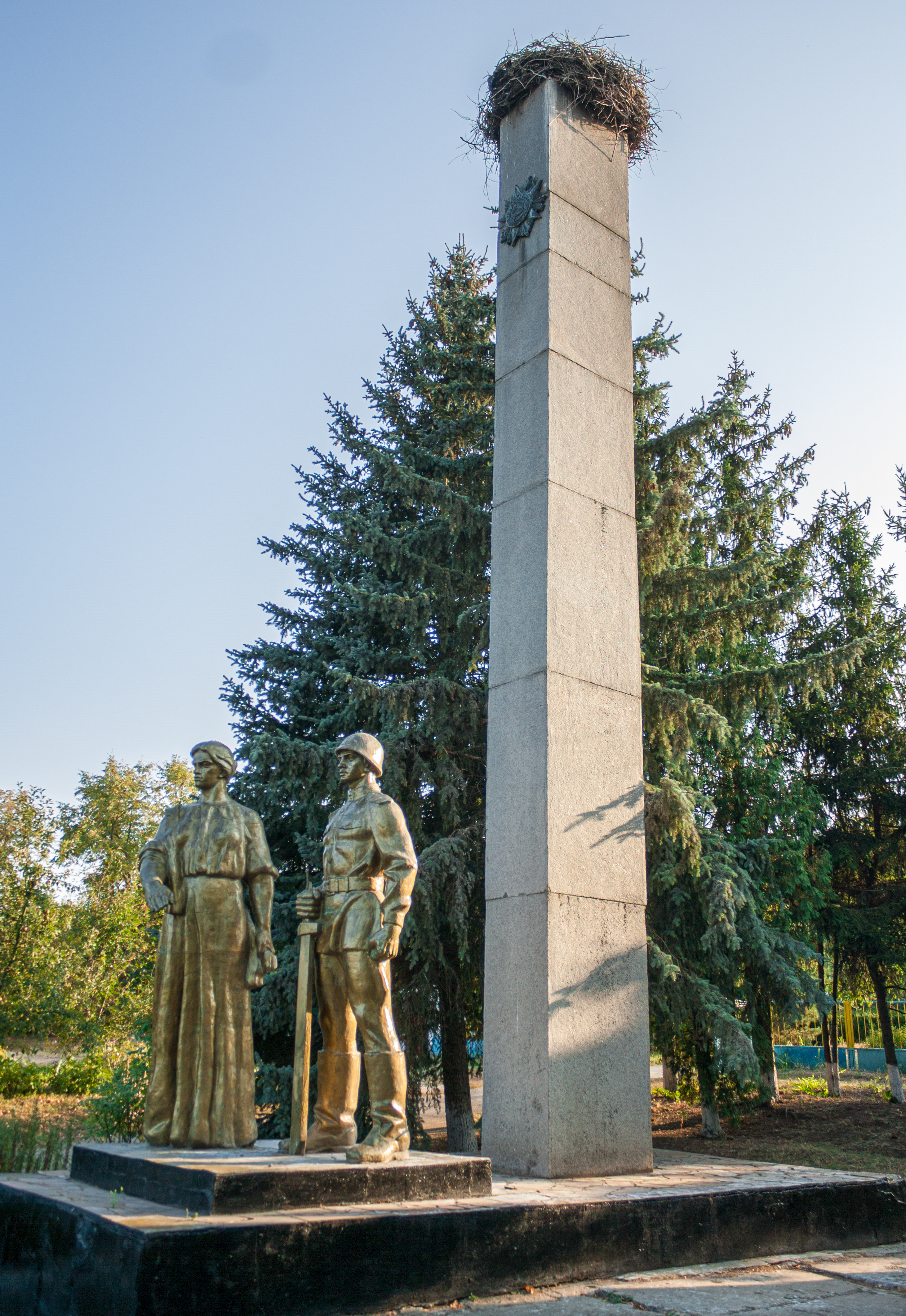
Пам'ятник воїнам-односельцям
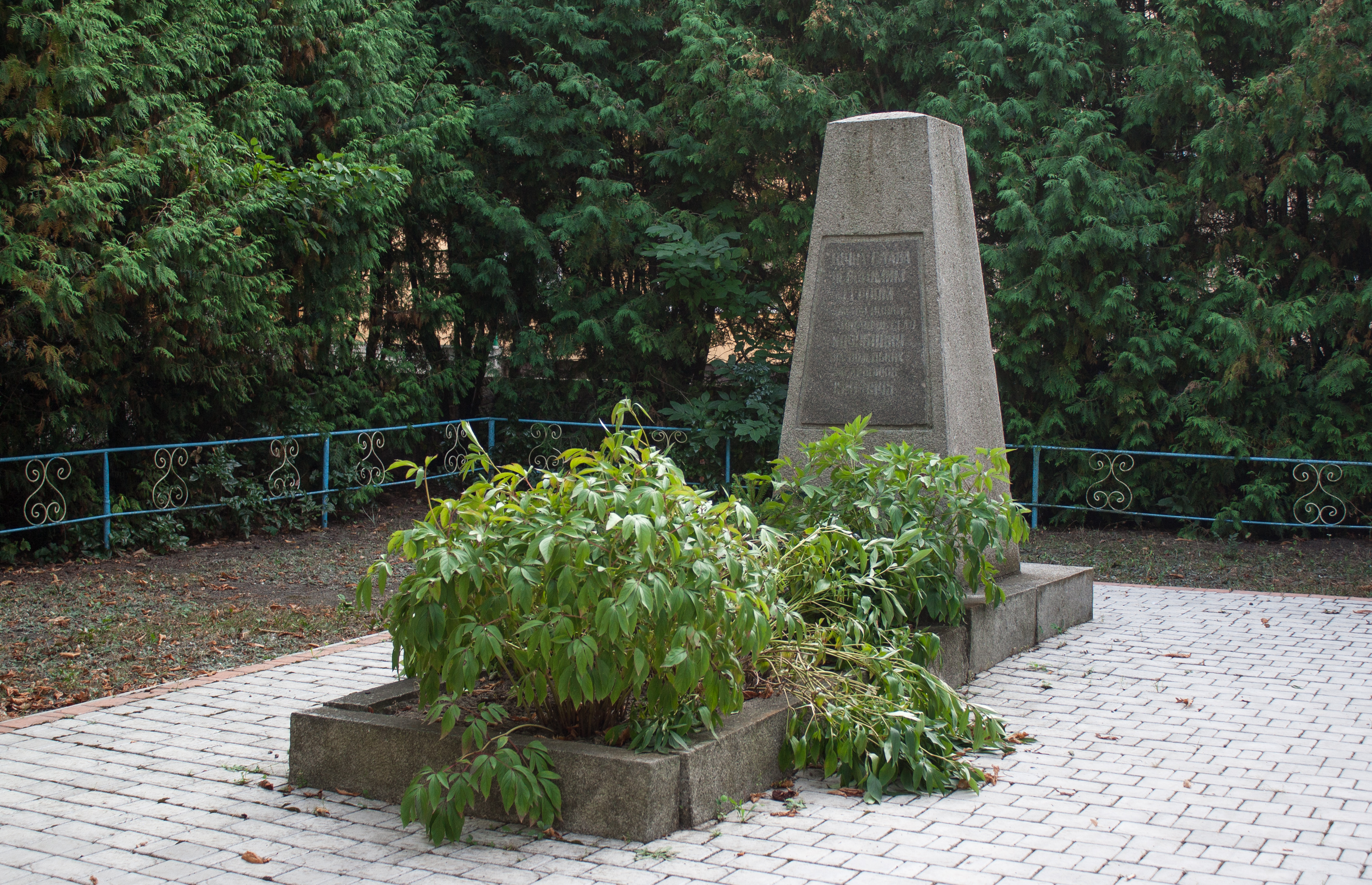
Братська могила радянських воїнів

## Постаті
- Вивальнюк Лука Миколайович (1922—2009) — український вчений-математик, педагог, кандидат фізико-математичних наук, професор.